# Oaspetele
„Oaspetele” (în franceză L'Hôte) este o povestire a scriitorului francez Albert Camus. Ea a fost publicată pentru prima dată în 1957, ca parte dintr-o colecție intitulată Exilul și împărăția (L'exil et le royaume). Titlul francez "L'Hôte" se traduce atât ca "oaspete", cât și ca "gazdă", care se referă la relația dintre personajele principale ale povestirii. Camus se folosește de această povestire pentru a reflecta asupra problemelor ridicate de situația politică din teritoriile franceze ale Africii de Nord. În particular, el explorează problema refuzului de a lua parte la conflictul colonial din Algeria, ceea ce reflectă poziția de bază neutră a lui Camus pe care și-a afirmat-o în discursul său de acceptare a Premiului Nobel.

## Rezumat
Acțiunea acestei povestiri are loc în Algeria și începe cu doi bărbați care urcă o pantă stâncoasă. Unul dintre ei, jandarmul Balducci, merge călare, iar celălalt, un prizonier arab, pe jos. În vârful dealului se află o școală, de unde învățătorul Daru îi privește urcând. Elevii nu sunt prezenți la școală în acest moment, ei rămânând acasă din cauza viscolului. Cei doi bărbați ajung în vârful pantei și se întâlnesc cu Daru. Balducci, o cunoștință a învățătorului, îi spune acestuia din urmă că autoritățile i-au comandat să-l ducă pe prizonier la sediul poliției din Tinguit ca un serviciu pentru colegii săi ofițeri. Daru întreabă despre infracțiunea pe care a comis-o arabul, iar Balducci îi spune că prizonierul i-a tăiat gâtul vărului său într-o dispută legată de niște cereale și adaugă că acel arab nu este probabil un rebel.
În timp ce Balducci se pregătește de plecare, învățătorul afirmă că el nu-l va duce pe arab la Tinguit. Balducci este înfuriat de acest lucru și îl determină pe Daru să semneze o hârtie în care se menționează că prizonierul se află în custodia lui Daru, apoi pleacă. Învățătorul îi dă arabului ceva de mâncare și un pat pentru a dormi la noapte. A doua zi dimineața, Daru îi oferă prizonierului o mie de franci și ceva de mâncare și îi spune că dacă se duce spre est va ajunge la sediul poliției din Tinguit. În schimb, dacă va merge spre sud, el se poate ascunde într-o tabără de nomazi. Daru se întoarce apoi la școală, lăsând prizonierul să decidă singur. Puțin mai târziu, învățătorul se uită înapoi și-l vede pe prizonier îndreptându-se către Tinguit, cel mai probabil pentru a se preda. Întors la școală, Daru vede scris pe tabla din sala de clasă următorul mesaj: "Tu as livré notre frère. Tu paieras." ("L-ai predat pe fratele nostru. Vei plăti".)

## Conținut istoric
"Oaspetele" este adesea considerat a reflecta diferitele experiențe revoluționare din perioada în care a fost scrisă povestirea. Prin prezentarea disputelor franco-algeriene, care la momentul de scrierii lui Camus se aflau la apogeu, se poate examina modul în care luptele dintre aceste două părți au afectat sentimentul de libertate individuală al lui Camus. Tensiunile au crescut în intensitate atunci când Robert Claudel, un renumit avocat și om de stat al acelor vremuri, le-a cerut francezilor să-i elimine pe algerienii violenți. Acest tip de argumente l-au determinat pe Camus să schimbe unele părți din povestirea lui.

## Teme majore
Această povestire este caracteristică pentru existențialism, școala predominantă de gândire din epoca literară a acelor vremuri. Ea prezintă, de asemenea, conceptul absurdismului impus de Camus, precum și mai multe exemple de alegeri umane. Dilemele cu care se confruntă Daru sunt adesea văzute ca reprezentând dilemele cu care se confrunta Camus privind criza algeriană și există multe similitudini între personajul Daru și creatorul său, Camus. Ambii sunt algerieni francezi exilați prin alegerile pe care le-au făcut. Principalele teme ale povestirii "Oaspetele" sunt decizia și responsabilitatea. Camus subliniază, un lucru tipic pentru filozofia existențialistă, că există întotdeauna o alegere, că singura alegere indisponibilă este cea de a nu putea alege. Daru alege cum se va ocupa de problema lui Balducci și dacă îl va elibera sau nu pe prizonier; prizonierul alege dacă să meargă la închisoare sau să rămână liber. Mai importantă, însă, este tema responsabilității. Esența filozofiei lui Camus este că toată lumea este "condamnată" la o moarte inevitabilă și acceptând acest lucru va avea o oarecare libertate; prizonierul, după ce înțelege că Daru i-a dat posibilitatea de a alege între a fugi și a merge la închisoare, își dă seama de inutilitatea fugii și de pedeapsa inevitabilă și merge de bunăvoie la închisoare, revoltându-se astfel împotriva inevitabilului prin luarea deciziei de bunăvoie și asumându-și răspunderea pentru crimă.
Alegerea lui Daru poate fi, de asemenea, văzută ca o situație nefavorabilă, în care va fi blamat oricum indiferent ce va alege. Daru își bazează decizia pe ceea ce crede el că este un lucru bun. Faptul că va fi pedepsit pentru că a făcut lucrul corect nu-l face mai puțin drept. Ideea importantă este că oamenii trebuie să facă ceea ce simt că este corect, fără a se preocupa de modul în care alte persoane percep aceeași situație sau de eventualele răsplate sau pedepse.
O altă temă care poate fi extrasă din această povestire este faptul că neutralitatea completă este imposibil de atins. Acest lucru este demonstrat de încercarea lui Daru de a evita luarea unei decizii; în cele din urmă, arabul decide pentru el, iar el își pierde neutralitatea.

## Traduceri în limba română
- "Oaspetele", în vol. Exilul și împărăția (Editura pentru Literatură, București, 1968) - traducere de Irina Mavrodin